# 奧斯特魯達

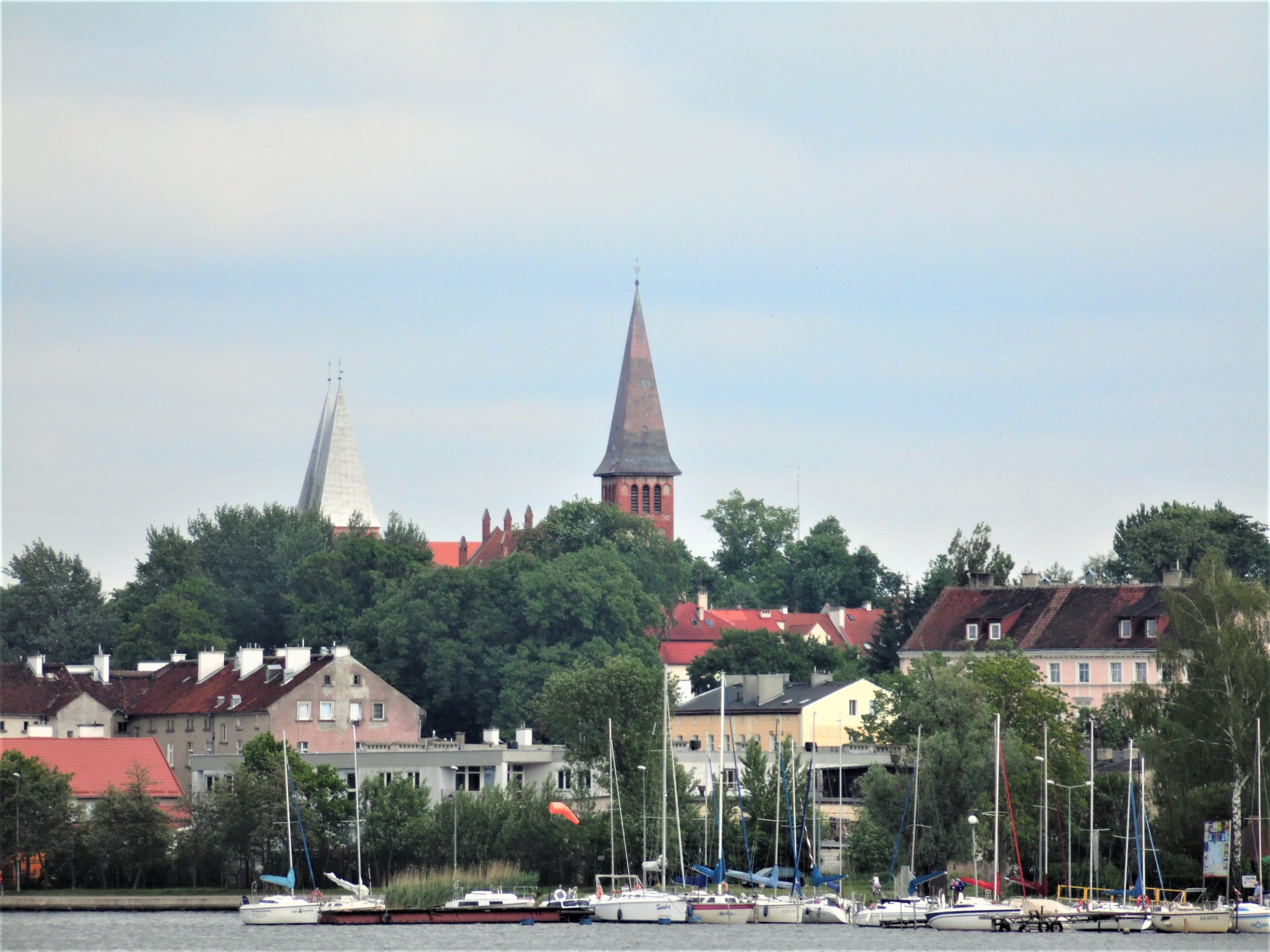
奧斯特魯達

奧斯特魯達（波蘭語：Ostróda，法語發音：[ɔsˈtruda]，东普鲁士地区奥斯特罗德）是波蘭瓦爾米亞-馬祖里省的城鎮，位於該國北部，始建於十三世紀，面積14.15平方公里，最高點海拔高度120米，2006年人33,419。

## 外部連結
- Kirchenbuch Evangelical church book documents (Taufen, Heiraten, Tote) of inhabitants of Osterode since 1600s （页面存档备份，存于）.
- Municipal webpage
- Ostróda Online （页面存档备份，存于） （波兰語）
- City history （页面存档备份，存于） （德文）

53°42′N 19°59′E / 53.700°N 19.983°E